# 柴原誠
柴原 誠（しばはら まこと、1992年4月23日 - ）は、静岡県静岡市駿河区出身の元サッカー選手。ポジションはミッドフィールダー。

## 来歴
小学生時代は地元のサッカークラブ、長田西SSSでプレー。ナショナルトレセンU-12に選出される。
卒業後は清水エスパルスのジュニアユースに入団。U-13日本選抜やU-14ナショナルトレセンメンバーに選出された他、U-15日本代表などに選出された。
清水エスパルスユースに昇格した後も、U-16Jリーグ選抜や静岡県国体選抜、U-17日本代表などに選出され、ユース在籍中の2010年10月18日、トップチームへの昇格が発表された。
2013年4月18日、FC岐阜へ期限付き移籍。同年シーズン終了後、清水・岐阜両方から契約満了による退団が発表された。
2014年、福島ユナイテッドFCへ移籍。2014年をもって現役引退し、2015年より古巣の清水エスパルスのサッカースクールコーチに就任することとなった。

## プレースタイル
小柄だが、スピードとテクニックを活かしてゴールに向かっていくタイプの選手
感覚的な天才型プレイヤー。

## 所属クラブ
- 長田西SSS
- 2005年 - 2007年 清水エスパルスジュニアユース（静岡市立長田西中学校）
- 2008年 - 2010年 清水エスパルスユース（清水国際高等学校）
- 2011年 - 2013年 清水エスパルス
  - 2013年4月 - 12月FC岐阜（期限付き移籍）
- 2014年  福島ユナイテッドFC

## 個人成績
| 国内大会個人成績 | 国内大会個人成績 | 国内大会個人成績 | 国内大会個人成績 | 国内大会個人成績 | 国内大会個人成績 | 国内大会個人成績 | 国内大会個人成績 | 国内大会個人成績 | 国内大会個人成績 | 国内大会個人成績 | 国内大会個人成績 |
| 年度             | クラブ           | 背番号           | リーグ           | リーグ戦         | リーグ戦         | リーグ杯         | リーグ杯         | オープン杯       | オープン杯       | 期間通算         | 期間通算         |
| 年度             | クラブ           | 背番号           | リーグ           | 出場             | 得点             | 出場             | 得点             | 出場             | 得点             | 出場             | 得点             |
| 日本             | 日本             | 日本             | 日本             | リーグ戦         | リーグ戦         | リーグ杯         | リーグ杯         | 天皇杯           | 天皇杯           | 期間通算         | 期間通算         |
| ---------------- | ---------------- | ---------------- | ---------------- | ---------------- | ---------------- | ---------------- | ---------------- | ---------------- | ---------------- | ---------------- | ---------------- |
| 2011             | 清水             | 24               | J1               | 0                | 0                | 0                | 0                | 0                | 0                | 0                | 0                |
| 2012             | 清水             | 24               | J1               | 0                | 0                | 0                | 0                | 1                | 0                | 1                | 0                |
| 2013             | 清水             | 24               | J1               | 0                | 0                | 0                | 0                | -                | -                | 0                | 0                |
| 2013             | 岐阜             | 29               | J2               | 16               | 0                | -                | -                | 1                | 0                | 17               | 0                |
| 2014             | 福島             | 17               | J3               | 12               | 1                | -                | -                | 0                | 0                | 12               | 1                |
| 通算             | 日本             | 日本             | J1               | 0                | 0                | 0                | 0                | 1                | 0                | 1                | 0                |
| 通算             | 日本             | 日本             | J2               | 16               | 0                | -                | -                | 1                | 0                | 17               | 0                |
| 通算             | 日本             | 日本             | J3               | 12               | 1                | -                | -                | 0                | 0                | 12               | 1                |
| 総通算           | 総通算           | 総通算           | 総通算           | 28               | 1                | 0                | 0                | 2                | 0                | 30               | 1                |

- Jリーグ初出場 - 2013年4月21日 J2第10節 対栃木SC（栃木県グリーンスタジアム）
- Jリーグ初ゴール - 2014年7月27日 J3第19節 対ツエーゲン金沢（石川県西部緑地公園陸上競技場）

## 代表歴
- 2005年 U-13日本代表
- 2006年 U-14日本代表
- 2007年 U-15日本代表
- 2008年 U-16日本代表
- 2009年 U-17日本代表